# Eurytos (Sohn des Hermes)
Eurytos oder Erytos (altgriechisch Εὔρυτος Eúrytos oder Ἔρυτος Érytos) ist in der griechischen Mythologie der Sohn des Hermes und der Antianeira. Er war einer der Argonauten und nahm an der Jagd auf den Kalydonischen Eber teil.